# Liga Asobal 2009-10
La Liga ASOBAL 2009-10, o Liga Sabadell Atlántico, por motivos de esponsorización, tuvo el mismo sistema de competición de las anteriores temporadas, 16 equipos enfrentados todos contra todos a doble vuelta. Este año los equipos ascendidos fueron el Lábaro Toledo BM, que debutó en la máxima categoría del balonmano nacional, y el Frigoríficos Morrazo Cangas, que regresó después de tres temporadas.
La temporada comenzó a disputarse el viernes 11 de septiembre de 2009, con el encuentro Fraikin BM Granollers-Cuenca 2016. Tras disputar cada equipo los treinta encuentros, el ganador de la liga fue el BM Ciudad Real, que no cedió ni un solo punto en toda la temporada, ganando todos sus encuentros. El FC Barcelona-Borges y el Pevafersa Valladolid, como segundo y tercer clasificados, se clasificaron para la siguiente edición de la Liga de Campeones de la EHF.

## Datos de los clubes
| Equipo                       | Entrenador               | Ciudad            | Pabellón                          |
| ---------------------------- | ------------------------ | ----------------- | --------------------------------- |
| Antequera 2010               | Antonio Carlos Ortega    | Antequera         | Municipal Fernando Argüelles      |
| BM Alcobendas                | Rafael Guijosa           | Alcobendas        | Pabellón Amaya Valdemoro          |
| BM Ciudad Real               | Talant Dujshebaev        | Ciudad Real       | Quijote Arena                     |
| BM Torrevieja                | Manolo Laguna Elzaurdia  | Torrevieja        | Polideportivo Infanta Cristina    |
| CAI BM Aragón                | Mariano Ortega           | Zaragoza          | Pabellón Príncipe Felipe          |
| Cuenca 2016                  | Goran Dzokic             | Cuenca            | Municipal El Sargal               |
| FC Barcelona-Borges          | Xavi Pascual             | Barcelona         | Palau Blaugrana                   |
| Fraikin BM Granollers        | Lorenzo Rueda            | Granollers        | Palau d'Esports de Granollers     |
| Frigoríficos Morrazo         | Nikola Milos             | Cangas de Morrazo | Municipal O Gatañal               |
| JD Arrate                    | Julián Ruiz              | Éibar             | Polideportivo de Ipurúa           |
| Lábaro Toledo BM             | Miglius Astrauskas       | Toledo            | Municipal Javier Lozano           |
| Naturhouse La Rioja          | Javier "Jota" González   | Logroño           | Palacio de los Deportes           |
| Octavio Pilotes Posada       | Enrique Domínguez        | Vigo              | Pabellón de As Travesas           |
| Pevafersa Valladolid         | Juan Carlos Pastor       | Valladolid        | Polideportivo Huerta del Rey      |
| Reale Ademar León            | Jordi Ribera             | León              | Palacio Municipal de Deportes     |
| Reyno de Navarra San Antonio | Chechu Villaldea Garrido | Pamplona          | Pabellón Universitario de Navarra |

## Clasificación
| Pos | Equipo                       | J  | G  | E | P  | GF  | GC  | Dif  | Pts |
| --- | ---------------------------- | -- | -- | - | -- | --- | --- | ---- | --- |
| 1   | BM Ciudad Real (C)           | 30 | 30 | 0 | 0  | 959 | 736 | +223 | 60  |
| 2   | FC Barcelona-Borges          | 30 | 27 | 1 | 2  | 974 | 770 | +204 | 55  |
| 3   | Pevafersa Valladolid         | 30 | 22 | 2 | 6  | 883 | 765 | +118 | 46  |
| 4   | Reale Ademar León            | 30 | 18 | 4 | 8  | 881 | 806 | +75  | 40  |
| 5   | Naturhouse La Rioja          | 30 | 16 | 2 | 12 | 863 | 843 | +20  | 34  |
| 6   | Reyno de Navarra San Antonio | 30 | 16 | 2 | 12 | 914 | 865 | +49  | 34  |
| 7   | CAI BM Aragón                | 30 | 14 | 3 | 13 | 827 | 845 | -18  | 31  |
| 8   | Fraikin BM Granollers        | 30 | 12 | 3 | 15 | 884 | 879 | +5   | 27  |
| 9   | BM Alcobendas                | 30 | 10 | 5 | 15 | 828 | 872 | -44  | 25  |
| 10  | Cuenca 2016                  | 30 | 10 | 4 | 16 | 860 | 921 | -61  | 24  |
| 11  | Antequera 2010               | 30 | 10 | 4 | 16 | 824 | 856 | -32  | 24  |
| 12  | BM Torrevieja                | 30 | 10 | 1 | 19 | 782 | 857 | -75  | 21  |
| 13  | JD Arrate                    | 30 | 8  | 3 | 19 | 814 | 911 | -97  | 19  |
| 14  | Lábaro Toledo BM (A)         | 30 | 8  | 2 | 20 | 832 | 914 | -82  | 18  |
| 15  | Octavio Pilotes Posada       | 30 | 7  | 1 | 22 | 803 | 899 | -96  | 15  |
| 16  | Frigoríficos Morrazo (A)     | 30 | 3  | 1 | 26 | 713 | 902 | -189 | 7   |

|  | Liga de Campeones                  |
|  | Recopa de Europa                   |
|  | Copa EHF                           |
|  | Descenso a División de Honor Plata |
|  | (C) Campeón Liga 2009              |
|  | (A) Ascendidos 2009                |

- Nota: Ascienden de División de Honor Plata: Alser BM Puerto Sagunto y Rayet BM Guadalajara.

## Estadísticas

### Siete ideal
Siete ideal escogido por los usuarios de la página web de la Liga Asobal.
| Posición          | Jugador           | Equipo         |
| ----------------- | ----------------- | -------------- |
| Portero           | Arpad Šterbik     | BM Ciudad Real |
| Extremo izquierdo | Juanín García     | FC Barcelona   |
| Lateral izquierdo | Jerome Fernandez  | BM Ciudad Real |
| Central           | Raúl Entrerríos   | BM Valladolid  |
| Lateral derecho   | László Nagy       | FC Barcelona   |
| Extremo derecho   | Luc Abaló         | BM Ciudad Real |
| Pivote            | Julen Aguinagalde | BM Ciudad Real |

- Mejor jugador
  -  Julen Aguinagalde, BM Ciudad Real

- Mejor defensor
  -  Didier Dinart, BM Ciudad Real

- Mejor debutante
  -  Augustas Strazdas, Lábaro Toledo BM

- Mejor entrenador
  -  Jota González, Naturhouse La Rioja

### Máximos goleadores
| Jugador             | Goles | Equipo                       |
| ------------------- | ----- | ---------------------------- |
| Josep Masachs       | 183   | Octavio Pilotes Posada       |
| Novica Rudovic      | 172   | Octavio Pilotes Posada       |
| Dalibor Cutura      | 160   | JD Arrate                    |
| Ivan Nikcevic       | 159   | Reyno de Navarra San Antonio |
| Borut Oslak         | 156   | Frigoríficos Morrazo         |
| David Cuartero      | 156   | BM Torrevieja                |
| Aleksandar Svitlica | 151   | Fraikin BM Granollers        |
| Milos Pesic         | 151   | BM Alcobendas                |
| Jorge Pavan         | 148   | Cuenca 2016                  |
| Rafa Baena          | 147   | Antequera 2010               |

- Tabla completa de goleadores (enlace roto disponible en Internet Archive; véase el historial, la primera versión y la última).

### Mejores porteros
| Jugador             | Paradas | Lanzamientos | Equipo                |
| ------------------- | ------- | ------------ | --------------------- |
| Blaz Voncina        | 353     | 1174         | JD Arrate             |
| Dimitrije Pejanovic | 342     | 1010         | BM Torrevieja         |
| Jorge Martínez      | 314     | 973          | Antequera 2010        |
| Diego Moyano        | 309     | 924          | Lábaro Toledo BM      |
| Fredrik Ohlander    | 304     | 971          | Fraikin BM Granollers |
| Danijel Šarić       | 284     | 713          | FC Barcelona-Borges   |
| Milan Kosanovic     | 269     | 947          | Frigoríficos Morrazo  |
| Rade Mijatović      | 251     | 822          | BM Alcobendas         |
| Tomas Svensson      | 243     | 665          | Pevafersa Valladolid  |
| Iñaki Malumbres     | 243     | 756          | CAI BM Aragón         |

- Tabla completa de Porteros (enlace roto disponible en Internet Archive; véase el historial, la primera versión y la última).